# Promontory
Promontory egy magaslat a Utah állambeli Box Elder megyében, az Amerikai Egyesült Államokban, Brigham Citytől 51 km-re nyugatra és 106 km-re északnyugatra Salt Lake Citytől. A Promontory-hegységtől és a Nagy-sóstótól északra fekszik, a tengerszint felett 1494 méter magasra emelkedve. A Promontory-csúcs helyszíne arról nevezetes, hogy 1869. május 10-én hivatalosan is itt fejezték be az első transzkontinentális vasútvonalat Sacramentótól Omaháig az Amerikai Egyesült Államokban. A helyet néha összetévesztik a Promontory-fokkal, amely délebbre, a Promontory-hegység déli csúcsa mentén található. Mindkét helyszín jelentős az Overland Route szempontjából, a Promontory Summit az a hely, ahol az eredeti, elhagyott vonalvezetés keresztezte a Promontory-hegységet, míg a modern vonalvezetés, amelyet Lucin Cutoffnak neveznek, a Promontory Pointnál keresztezi a hegyeket és a Nagy-sóstót.
1868 nyarára a Central Pacific Railroad befejezte az első vasútvonalat a Sierra Nevada-hegységen keresztül, és már a Belső-síkság és a Union Pacific vonala felé haladt. Több mint 4000 munkás, akiknek kétharmada kínai volt, több mint 160 km (100 mérföld) vágányt fektetett le 2100 m (7000 láb) magasságban. 1869 májusában a Union Pacific és a Central Pacific vasúttársaságok vasútvonalai végül találkoztak a Promontory Summitnál, Utah Területén. 1869-ben egy külön összeválogatott kínai és ír személyzetnek mindössze 12 órára volt szüksége ahhoz, hogy az ünnepségre az utolsó 10 mérföld (16 km) vágányt lefektessék.

## Arany sínszeg

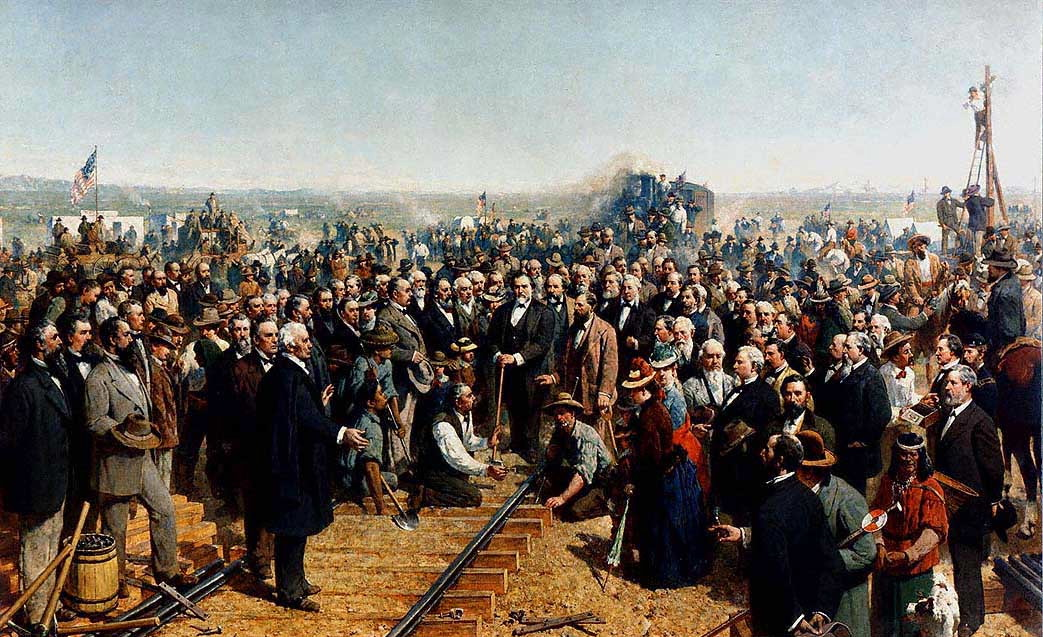
Az utolsó sínszeg, Thomas Hill festménye (1881)

Az 1869 áprilisában Washingtonban tartott találkozókat követően a Utah Területen lévő Promontory Summitban állapodtak meg a két vasútvonal hivatalos találkozási pontjaként, ahol abban is megállapodtak, hogy az esemény emlékére ünnepséget tartanak az utolsó sínszeg beverésére. Az eredetileg május 8-ra kitűzött időpontot azonban két nappal el kellett halasztani a rossz időjárás és a Union Pacific oldalán kialakult munkaügyi vita miatt. Több mint 400 elbocsátott, fizetés nélküli gréder és faalj-vágó láncolta Thomas Durant, az U.P.R.R. alelnöke méltóságteljes vasúti kocsiját a wyomingi Piedmontban egy mellékvágányhoz, amíg az nem küldött táviratot, hogy fizesse ki őket. Majdnem kétnapos késés után, amikor Durant vonata megérkezett a wyomingi Devil's Gate hídhoz, az árvíz egy enyhe patakot tomboló áradattá változtatott, amely a vasúti híd összeomlásával fenyegetett. A mozdonyvezető nem akarta átvinni mozdonyát, amelynek száma a történelem homályába veszett, a rozoga szerkezeten, de minden egyes személykocsit alaposan megemelt. A kocsik átkeltek, de Durantnak már nem volt módja eljutni Promontoryba. Egy sietős távirat a Utah állambeli Ogdenbe küldte a Union Pacific "119" mozdonyt a mentőakcióra. Miután május 9-én este Ogdenben egy kiadós partit rendeztek, a méltóságok május 10-én reggel megérkeztek a Promontory-csúcsra, ahol végül megtervezték és megtartották az Arany Sínszeg ünnepséget, ahol az utolsó vasszeget 12 óra 47 perckor ütötték be.
A vasúttársaságok tisztviselőit szállító vonatokat a Union Pacific 119-es és a Central Pacific 60-as (hivatalos nevén Jupiter) mozdonyai vontatták, amelyek közül eredetileg egyiket sem választották az ünnepségre. A Central Pacific eredetileg az ő No. 29-es Antelope-t választotta az ünnepségre, míg a Union Pacific egy másik, azonosítatlan mozdonyt is kiválasztott a vonatához, de mindkét mozdony az ünnepségre menet balesetet szenvedett. Május 10-én a Jupiter és a 119-es a Promontory-csúcson szemtől szembe találkozott, és csak egyetlen keresztalj szélessége választotta el őket egymástól. Nem tudni, hányan vettek részt az eseményen; a becslések 500-tól 3000 kormányzati és vasúti tisztviselőig és pályamunkásig terjednek. Történészek úgy vélik, hogy a hivatalos portrén látható kínai munkások hiánya a rasszizmusnak volt köszönhető, mivel az Egyesült Államokban több évtizeden át, beleértve az 1860-as évek végét is, kínaiellenes érzelmek uralkodtak. Hiányuk a híres fénykép elkészítésének időzítéséből adódhatott:
A híresebb A. J. Russell-fotón nem szerepelhettek a korábban lefényképezett kínai munkások, akik részt vettek a sínek összekötési ünnepségén, mert a híres fotó készítésének pillanatában már az ünnepség befejezése után volt, és a kínai munkások a két mozdonytól távol voltak, hogy J. H. Strobridge beszálló kocsijában vacsorázzanak, ahol a CPRR (Central Pacific Railroad) vezetősége megtisztelte és megéljenezte őket.
A nyolc kínai munkás közül hárman, akik az utolsó sínt felhúzták, díszvendégek voltak a Promontory Summit arany évfordulós ünnepségén a Utah állambeli Ogdenben 1919 májusában.
A Promontory Summiton tartott eseményt a "sínek esküvőjeként" hirdették meg, és John Todd tiszteletes celebrálta. Négy nemesfém sínszeget vertek szertartásosan (egy speciális, tömör ezüst fejű sínszeg-kalapáccsal óvatosan ütögették a Laurelwood-keresztaljon az előre kifúrt lyukakba); az egyik a kaliforniai David Hewes által kibocsátott arany sínszeg volt, a másik a San Francisco Newsletter újság által kibocsátott tömör arany sínszeg, a harmadik egy Nevada állam által kibocsátott tömör ezüst sínszeg, a harmadik pedig egy Arizona terület által kibocsátott, a szárán ezüsttel, a tetején arannyal bevont vas sínszeg, amelyet Anson P., Arizona terület kormányzója adott át. K. Safford a prescott-i területi fővárosból. 1898-ban az arany "Hewes" sínszeget a Leland Stanford Junior University Museumnak adományozták.
Egy beszámoló szerint a második arany sínszeg és a Laurelwood keresztalj megsemmisült az 1906-os San Franciscó-i földrengésben és tűzvészben, amely a San Francisco Newsletter újság szerkesztőségét is elpusztította, ahol ezek a műtárgyak ki voltak állítva. A Union Pacific beszámolója szerint a "második, gyengébb minőségű arany sínszeg ...helye a homályba veszett".

## Hagyaték

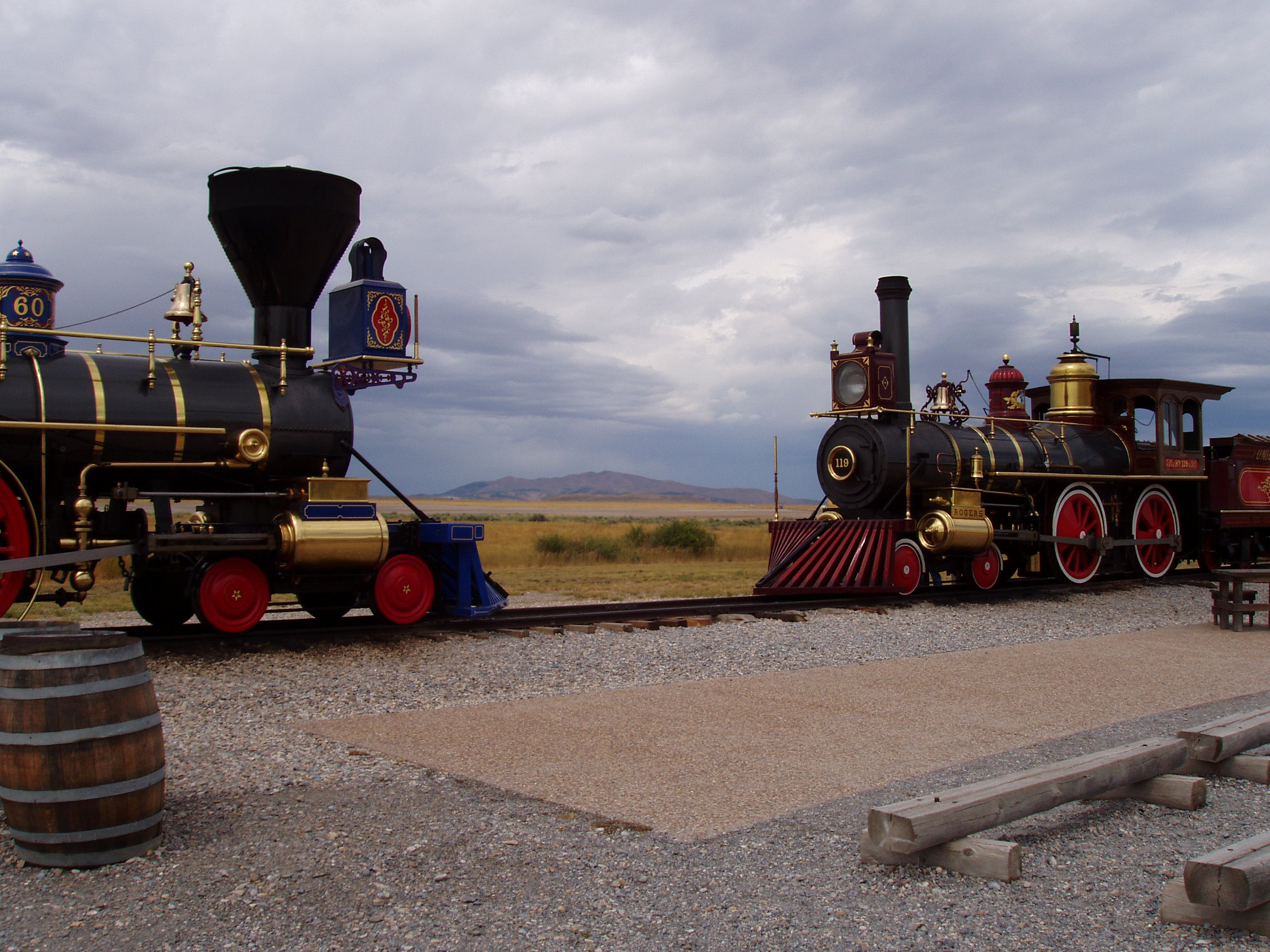
A Golden Spike Nemzeti Történelmi Emlékhely, a Central Pacific Jupiter és a Union Pacific 119-es számú mozdonyának másolatával, amelyek az utolsó sínszeg ceremóniáját idézik fel

Az 1950-es évek elejére az utolsó sínszeg beütésének számos újrajátszását tartották meg a Promontory Summiton. A megújult érdeklődés összehangolt erőfeszítésekhez vezetett a történelmi helyszín megmentése érdekében. 1957-ben a helyi aktivistáknak sikerült elérniük, hogy a területet a szövetségi kormány elismerje, de szövetségi földtulajdon nélkül. A Southern Pacific, amely még mindig birtokolta az útjogot, beleegyezett, hogy átadja a birtokát a szövetségi irányításnak. 1965. július 30-án írták alá a Golden Spike Nemzeti Történelmi Emlékhely törvényét. A területet a Nemzeti Parkszolgálat kezeli.
A "Golden Spike" 110. évfordulóján, 1979. május 10-én az UP #119-es és a Jupiter #60-as két, kifejezetten erre a célra épített másolatát hozták össze egy 1,5 mérföld hosszú, újrafektetett pályaszakaszon. Mivel az eredeti Jupitert 1901-ben selejtezték, a 119-es számú mozdonyt pedig két évvel később szétbontották, a két mozdonyutánzatot Kaliforniában építették meg 1,5 millió dolláros szövetségi támogatásból. Rekonstrukciójukat az eredeti mozdonyokról készült fényképek és a korabeli hasonló mozdonyokra való hivatkozás alapján, méretarányos méretekkel készítették el.
A park, amely látogatóközponttal és fűtőházzal rendelkezik, egész évben nyitva van. Számos sétaútvonal és hangos vezetési túra lehetővé teszi a látogatók számára, hogy megnézzék a régi vágásokat az állandó út mentén, kiemelve a Promontory Summiton átvezető vasútvonal megépítéséhez szükséges erőfeszítéseket. Május 1. és a munka ünnepnapja között minden szombaton és ünnepnapon a két mozdonyutánzat felsorakozik, hogy újrajátsszák az "Arany sínszeg" szertartást.
A vasút befejezésének 150. évfordulóján, 2019. május 10-én végre elismerték a 15 000 kínai vasúti munkás hozzájárulását. A kínai vasúti munkásokról nem vezettek nyilvántartást, és úgy vélik, hogy több ezer ember halt meg a sínek fektetése során, mivel a terület alattomos volt, többek között át kellett vágniuk a Sierra Nevada hegység hidegén és a sivatag forróságán. A kínai munkások leszármazottai közül sokan részt vettek a Promontory Summiton az eseményen. Az ünnepséget egy hagyományos kínai oroszlántánc nyitotta meg. Az amerikai közlekedési miniszter, Elaine Chao (az első kínai származású személy, aki ezt a posztot betöltötte) tisztelgett a kínai munkások előtt..